# چشمه زنگی (سربیشه)
چشمه زنگی یک روستا در ایران است که در بخش مرکزی شهرستان سربیشه واقع شده‌است. چشمه زنگی ۳۸ نفر جمعیت دارد.